# Adele Schmitz
Adèle Marie Henriette Schmitz (*  26. Februar 1868 in Bremen; † 14. März 1951 in Bremen) war eine deutsche Frauenrechtlerin.

## Biografie

### Familie
Schmitz war die Tochter des Bremer Baumwollkaufmanns und holländischen Konsuls Christoph Friedrich Theophilius Roessingh und von Lucine-Marie Philomène de Buys, die aus New Orleans stammte. Sie hatte fünf Geschwister. Die Kindheit erlebte sie in ihrem neuen Haus Am Dobben 117, Ecke Feldstraße in Bremen-Mitte.
Sie absolvierte von 1874 bis 1884 die private Höhere Töchterschule von Christian Habenicht. Danach wohnte sie bei ihrer Mutter in Le Havre. Hier lernte sie den Schweizer Baumwollkaufmann Paul Schmitz kennen, beide heiratete 1886 in Bremen, wo sie ab 1901 wieder dauerhaft lebte. Das Paar hatte vier Kinder.

### Frauenbewegung
In Meran begegnete sie 1904 Helene Stöcker, die im radikalen Flügel der bürgerlichen Frauenbewegung aktiv war und 1905 in Berlin den Deutschen Bund für Mutterschutz und Sexualreform gründete. Mit Unterstützung Stöckers entstand 1909 eine Bremer Ortsgruppe, die den Bremer Senat überzeugen wollte, dass ledige Mütter mehr geschützt werden müssten. Schmitz war bis 1924 Vorsitzende der Gruppe und vertrat sie in der Generalversammlungen des Bundes. Von 1924 bis zur Zwangsauflösung von 1933 war sie dann deren Schriftführerin. 
Sie war seit 1904 auch Mitglied der Bremer Ortsgruppe des Deutschen Frauenstimmrechtsverbandes und vertrat sie 1912 bei deren Berliner Generalversammlung. 1914 wechselte sie zur neuen Ortsgruppe des Deutschen Frauenstimmrechtsbundes, die entschiedener am gleichen Wahlrecht für beide Geschlechter festhielt.
1915 – während des Ersten Weltkrieges – waren die Freundinnen Schmitz und Auguste Kirchhoff die einzigen Bremerinnen, die als Mitglieder der 28-köpfigen deutschen Delegation am Internationalen Frauenfriedenskongress in Den Haag im April/Mai 1915 teilnahmen. Hier wurde der Internationale Ausschusses für dauernden Frieden (ab 1919 Internationale Frauenliga für Frieden und Freiheit) gegründet.
Nach dem Weltkrieg war sie auch Mitglied und für kurze Zeit im Vorstand des Bremer Vereins für alkoholfreie Speisehäuser sowie im Bremer Verein für neue Frauenkleidung und Frauenkultur.
In der Frauenbewegung kämpfte sie für das uneingeschränkte Frauenwahlrecht, gegen den § 218 StGB (Schwangerschaftsabbruch), für die Gleichstellung von unehelichen mit ehelichen Kindern, für die sexuelle Aufklärung und gegen den Krieg als Lösung von internationalen Konflikten. 1918 traten sie und ihr Mann aus der evangelischen Kirche aus, da auch Pastoren den Krieg unterstützt hatten. Sie arbeitete zusammen mit ihrem Mann im Vorstand des Mutterschutzbundes. Ihr Mann erreichte, dass in der Baumwollbörse ein Raum für die Pflege unehelicher Kleinkinder entstand.